# Raymonde Arcier
Raymonde Arcier, née en 1939 à Bellac (France), est une artiste féministe française.

## Biographie
Elle vient d'une famille française modeste et grandit dans la période de l'après-guerre. Vers le début des années 1970 elle devient employée de bureau à Paris et débute en même temps des études de sociologie à l'université de Vincennes. 
Elle rejoint le mouvement féministe et crée en artiste autodidacte des objets tricotés représentants symboliquement l'asservissement des femmes à travers les tâches domestiques. Elle agrandit les sacs de courses, les serpillières et tous objets pour signifier l'importance des tâches qu'ils représentent,. Cette activité s'inscrit dans une pratique politique de récupération de l'espace public. Plus tard elle transpose ses connaissances pour réaliser du tricotage en fil en fer. Elle expose très peu dans les espaces officiels et est surtout présente dans les milieux féministes et la scène alternative.
Elle se consacre également à l'écriture et à des collages plastiques. Elle recourt à l'humour notamment dans son œuvre Au nom du Père (1977) figurant une femme monumentale de trois mètres de haut portant des courses et un enfant. 
Dans les années 1970, Hessie artiste textile engagé dans le MLAC soutient les collectifs de femmes artistes. En 1978, elle expose dans son atelier quatre artistes ; Raymonde Arcier, Dorothée Selz, Caroline Lee et Mathilde Ferrer. 
Aline Dallier remarque que dès les années 1960, des artistes femmes américaines et européennes créent des œuvres brodées, cousues, tissées, tricotées mettant en valeur un travail artisanal et créatif. Elles s'emparent de ces techniques comme moyen d'expression tout en affirmant leur identité. Raymonde Arcier s'inscrit dans ce mouvement. En 1976, Aline Dallier nomment ces femmes artistes qui rivalisent avec le travail du sculpteur tout en utilisant des techniques d'art textile «Les nouvelles Pénélopes». 
Raymonde Arcier est d'abord maquettiste puis finit responsable de fabrication pour les Éditions de la Maison des sciences de l'homme. 
Elle participe à la publication, rédaction et vente de la revue féministe le Torchon brûle, en 1971.
En 2017, elle participe à une exposition collective à La Maison rouge à Paris. 
En 2018, le centre Georges-Pompidou acquiert son œuvre Au nom du père pour le cinquantaire de mai 68.

## Expositions
- 1973 : La foire des femmes, Cartoucherie de Vincennes
- 1975 : Espaces cousus, UNESCO, Paris
- 1976 : Salon Féminie-Dialogue
- 1977 : Xe Biennale de Paris, musée d'Art moderne[11]
- 1977 : Reflets de la biennale de Paris, Maison de la culture, Ris Orangis
- 1978 : Salon de la maille, Palais de Versailles
- 1978 : La poupée Galerie Le poisson d'or, Auch
- 1978 : Feminiche kuns, Exposition itinérante d'une année, Pays-Bas
- 1978 : Raymonde Acier, Galerie Hétéroclite, Bordeaux
- 1979 : Tours multiple, Musée d'Art moderne, Tours
- 1981 : La Laverie, Paris
- 1981 : Les passeuses de mémoire, Au lieu-dit, Paris
- 1982 : Raymonde Arcier, Maison des sciences de l'homme, Paris
- 1983 : Centre Sigma, Bordeaux
- 2017 : L'Esprit français, contre-cultures 1969-1989, Paris - La Maison rouge[12],[4]

## Publications
- Le Torchon brûle, numéro zéro, décembre 1970, et 6 numéros de mai 1971 à juin 1973; réédition éditions des femmes, 1982.
- Raymonde Arcier, L'héritage, Paris, Maison des Sciences de l'Homme, 1978
- Raymonde Arcier, La lecture, in Revue Europe, juin-juillet 1993[13]
- Raymonde Arcier, L'oncle, in L'effraction. Par delà le trauma, Monica Broquen et Jean-Claude Gernez (dir.), coll. Sexualité Humaine Paris, L'Harmattan, 1997, pages 15-28